# Dmitri Torgovanov
Dmitri Torgovanov (em russo:  Дмитрий Николаевич Торгованов ; São Petersburgo, 5 de janeiro de 1972) é um handebolista profissional da Rússia.
Nos Jogos Olímpicos de 2000, em Sydney, Dmitri Torgovanov fez parte da equipe russa que sagrou-se campeã olímpica. Na edição seguinte, em Atenas 2004, conquistou a medalha de bronze.